# Le Cri de la hyène
Pour plus de détails, voir Fiche technique et Distribution.
Le Cri de la hyène (Long teng hu yue) est un film hongkongais réalisé par Chan Chuen, sorti en 1983. Il ne s'agit pas de la suite principale de La Hyène intrépide mais d'une autre version de l'histoire.

## Synopsis
Deux redoutables assassins experts en arts-martiaux Ciel et Terre et quasiment invincibles, cherchent à venger la mort de leur père, un tyran assassiné par trois frères justiciers, en rendant à ces derniers et aux membres de leur famille le même châtiment. Ils parviendront à leurs fins tout au long de l’histoire, guidés par leur soif absolue de vengeance. Uniques rescapés du massacre, deux cousins décident de punir les tueurs de toute leur famille en perfectionnant leur pratique du kung-fu. Plus tard, ils seront confrontés aux assassins de leurs pères, oncles,cousins, l'ami Vaurien.

## Fiche Technique
- Titre français : Le Cri de la Hyène
- Titre anglais : Fearless Hyena Part II
- Titre original : Long teng hu yue
- Réalisation : Jackie Chan
- Scénario : Jackie Chan et Lo Wei
- Photographie : Yau Kei
- Montage : Liang Yung Chan
- Société de production : Lo Wei Motion Picture Company
- Distribution :

 Hong Kong : Lo Wei Motion Picture Company
 France : Samifilms
- Pays d'origine : Hong Kong
- Genre : Kung-fu, drame
- Durée : 92 minutes
- Dates de sortie en salles :

 Hong Kong : 4 mars 1983
 France : 19 novembre 1986

## Distribution
- Jackie Chan (VF : Frédéric Girard) : Chan Lung
- Austin Wai Tin Chi : Ah Tung
- James Tien : Le vieux Chan
- Hui Lou Chen : Chan Chin-Pei
- Hon Gwok Choi
- Dean Shek
- Yen Shi Kwan

## Autour du film
- Lorsque Willie Chan quitte la société, il demande à Jackie Chan de réfléchir s'il veut ou non rester avec Lo Wei. Au cours du tournage du film, Chan rompt son contrat pour rejoindre la Golden Harvest. Furieux, Lo menace Willie Chan avec l'aide de triades chinoises, lui reprochant d'être à l'origine du départ de sa vedette. Le conflit est finalement résolu avec l'intervention de l'acteur et réalisateur Jimmy Wang Yu, qui permet à Chan de rester avec la Golden Harvest.
- Afin de compléter le film, Lo embauche une doublure pour prendre la place de Chan dans le reste du film, où il utilise des images tirés du premier film La Hyène intrépide.